# Łotwa na Letnich Igrzyskach Olimpijskich 2008
Łotwę na Letnich Igrzyskach Olimpijskich 2008 reprezentowało 50 zawodników.
Był to 9. start reprezentacji Łotwy na letnich igrzyskach olimpijskich. Poprzednie występy miały miejsce w igrzyskach olimpijskich w 1992, 1996, 2000 i 2004 roku oraz przed II wojną światową w 1924, 1928, 1932 i 1936 roku. Po II wojnie światowej zawodnicy łotewscy występowali w igrzyskach olimpijskich w reprezentacji Związku Radzieckiego (1952-1988), a przed wojną w reprezentacji Rosji w 1912.

## Zdobyte medale
| Medal  | Zawodnik           | Dyscyplina           | Konkurencja             |
| ------ | ------------------ | -------------------- | ----------------------- |
| Złoto  | Māris Štrombergs   | Kolarstwo            | BMX mężczyzn            |
| Srebro | Ainārs Kovals      | Lekkoatletyka        | rzut oszczepem mężczyzn |
| Brąz   | Viktors Ščerbatihs | Podnoszenie ciężarów | powyżej 105 kg mężczyzn |